# Ернст Гідеон Лаудон
Ернст Гідеон фон Лаудон (нім. Ernst Gideon Freiherr von Laudon (Laudohn, Loudon); 2 (13) лютого 1717, Тотцен, Латвія — 14 липня 1790, Ной-Тітшейн, Австрія) — австрійський генералісимус, один з найуспішніших супротивників прусського короля Фрідріха Великого, прославлений австрійський воєначальник часів Семилітньої війни.

## Біографія
Походив із сім'ї балтійських німців із маєтку Тотцен, поблизу міста Лаудон (схід Лівонського ордену). Разом з тим існувала легенда про шотландське коріння, що не є підтвердженим. Син підполковника Отто Герхарда фон Лаудона був підполковником, що перебував на шведській службі під час Північної війни. За закінченню останньої Лаудони перейшли до російського підданства.
У 1732 році Ернст Гідеон стає юнкером в російській армії. Під час Війни за польську спадщину 1734 року під орудою генерал-фельдмаршала Бургарда-Крістофа фон Мініха брав участь в облозі Данцига. 1735 року був у складі військ, що рушили проти французів до Рейну. За цим до 1739 року відзначився у боях проти Османської імперії.
1741 року подав у відставку, оскільки був невдоволений просування службовими щаблями. Спочатку намагався перейти на службу до прусського короля, але зрештою перебрався до Відня. Тут став капітаном фрайкору барона Франца фон дер Тренка. Брав участь у війні за австрійську спадщину, під час якої був поранений в Ельзасі та потрапив у полон. Повернувшись долучився до австрійської армії на чолі легкої кінноти, де 1745 року був учасником Другої Сілезької війни. Восени того ж року після битви біля Сооре подав у відставку.
Невдовзі був зроблений капітаном одного з прикордонних полків, провівши наступні 10 років у напіввійськовій й напівадміністративній роботі в Карловацькому окрузі Військової Країни. У Бунічі фундував церкву і посадив дубовий ліс, який до тепер називається його ім'ям. За цей час досяг звання підполковника.
На початку Семирічної війни отримує звання полковника. Вперше відзначився як командир загону під час нічного рейду на Остріц 1 січня 1757 року. Протягом цього року воював у Богемії та Саксонії під командуванням фельдмаршала Максиміліана Улісса фон Броуна, отримавши звання генерал-фельдвахтмейстера (на кшталт генерал-майора) кавалерії, а також лицарем військового ордену Марії Терезії. 30 червня 1758 року в битві біля Домштадтля переміг прусського генерала Ганса Йохима фон Цітена, змушивши цим ворога зняти ворога облогу Оломоуца. Потім Лаудон відзначився у битві біля Хохкірха, за що отримав австрійське шляхетство й графом Священної Римської імперії, великий хрест ордену Марії Терезії, маєток біля Кутної Гори.
1759 року очолював австрійські війська в Кунерсдорфській битві, де разом з росіянами на чолі із Петром САлтиковим, було завдано поразки прусському війську. На дяку призначено Лаудона фельдцойгмайстером (генералом артилерії) і головнокомандуючим у Богемії, Моравії та Сілезії. 1760 року в битві біля Ландесхуті переміг прусського генерала Генріха Августа дела Мотт-Фуке. Невдовзі захопив важливу фортецю Глац в Сілезії, змусивши капітулювати Бартоломео д'О. Втім вже 15 серпня в битві біля Лігніца Лаудон зазнав поразки від короля Фрідріха II.
1761 року намагався повністю блокувати прусський табір в Бунцельвіці в Сілезії, але не отримав допомоги від російської армії, що порушило усі плани австрійського командування. Проте 1 жовтня зумів захопити важливу фортецю Швайдніц. Після завершення війни на деякий час відійшов від справ. 1766 року було призначено генеральним інспектором піхоти. Невдовзі через суперечки гофкрігсраті пішов у відставку. Але 1769 року призначено головнокомандувачем у Богемії та Моравії. На посаді перебував до 1772 року. 1776 року продав свій маєток на Кутній Горі імператриці Марії Терезії.
Потім Лаудон оселився в Хадерсдорфі поблизу Відня, а в лютому 1778 року був зроблений фельдмаршалом. Того ж року брав участь у війні за баварську спадщину. 1780 року пішов у відставку. 1787 року призначено головнокомандувачем у війні проти Османської імперії. 1789 року зайняв Белград. За цим було призначення головнокомандувача збройними силами Австрії, посадою створеною спеціально для нього. Помер 1790 року в Ной-Тітшайні (Моравія).